# Agência Estadual de Regulação dos Serviços Públicos de Mato Grosso do Sul
A Agência Estadual de Regulação de Serviços Públicos de Mato Grosso do Sul é uma autarquia, vinculada à Secretaria de Estado de Governo e Gestão Estratégica, que regula e fiscaliza serviços públicos delegados à iniciativa privada. É uma das 13 autarquias que integram o Governo de Mato Grosso do Sul, incluindo a Universidade Estadual de Mato Grosso do Sul.

## Histórico e atribuições
Foi criada em 19 de dezembro de 2001. A atual estrutura básica foi oficializada em 2016.
A Agepan tem como atribuições a  regulação e a fiscalização dos serviços públicos de Mato Grosso do Sul; mediação de conflitos entre as operadoras delegadas e os usuários, e entre as próprias empresas dos setores regulados. Atua nos setores de energia, fiscalizando a atuação da Energisa, Elektro e MSGÁS; transporte, fiscalizando transporte de passageiros e de cargas dentro e fora do estado; e saneamento.